# Volvulella
Volvulella is een geslacht van weekdieren uit de klasse van de Gastropoda (slakken).

## Soorten
- Volvulella acuminata (Bruguière, 1792)
- Volvulella attenuata (A. Adams, 1862)
- Volvulella californica Dall, 1919
- Volvulella catharia Dall, 1919
- Volvulella compacta (Melvill, 1906)
- Volvulella cylindrella (A. Adams, 1862)
- Volvulella cylindrica (Carpenter, 1864)
- Volvulella eburnea (A. Adams, 1850)
- Volvulella flavotincta (Martens, 1906)
- Volvulella fortis (Thiele, 1925)
- Volvulella fulmeniculum (Marwick, 1931) †
- Volvulella ischnatracta Pilsbry, 1930
- Volvulella kinokuniana (Habe, 1946)
- Volvulella marwicki (Bartrum & Powell, 1928) †
- Volvulella minuta (Bush, 1885)
- Volvulella multistriata Valdés, 2008
- Volvulella mutabilis (Barnard, 1963)
- Volvulella nesentus (Finlay, 1926)
- Volvulella onoae Valdés, 2008
- Volvulella opalina (A. Adams, 1862)
- Volvulella ovulina (A. Adams, 1850)
- Volvulella panamica Dall, 1919
- Volvulella paupercula (Watson, 1883)
- Volvulella persimilis (Mörch, 1875)
- Volvulella radiola (A. Adams, 1862)
- Volvulella reflexa (Hutton, 1885) †
- Volvulella rostrata (A. Adams, 1850)
- Volvulella sculpturata Minichev, 1971
- Volvulella spectabilis (A. Adams, 1862)
- Volvulella striatula (A. Adams, 1862)
- Volvulella sulcata (Watson, 1883)
- Volvulella texasiana Harry, 1967
- Volvulella tokunagai (Makiyama, 1927)
- Volvulella tragula (Hedley, 1903)
- Volvulella truncata Dell, 1956